# Hammersmith and Fulham
Hammersmith & Fulham

Vist i Greater London
| Status                | Bydel i London       |
| Areal:                | 16,40 km²            |
| Befolkning:           | 173.324 (2002)       |
| Befolkningstæthed:    | 10569 pr. km²        |
| ONS-kode:             | 00AN                 |
| Adm. center:          | Hammersmith / London |
| Adm. grevskab:        | Greater London       |
| Ceremonielt grevskab: | Greater London       |
|                       |                      |
| Region:               | Greater London       |
|                       |                      |

Hammersmith and Fulham er en bydel i London. Den blev oprettet i 1965 ved at Hammersmith og Fulham blev slået sammen.

## Steder i distriktet
- Fulham
- Hammersmith
- Old Oak Common
- Parsons Green
- Sands End
- Shepherd's Bush
- Waltham Green

## Sport
Både Fulham FC, Chelsea FC og Queens Park Rangers FC hører til i distriktet.
Linford Christie, olympisk guldmedaljevinder på 100 meter sprint, boede og trænede i distriktet, og et stadion der er opkaldt efter ham.
I bydelen ligger White City, som i dag er mest kendt som tilholdssted for BBC. Tidligere lå White City Stadium der. Det var hovedarena under OL i London i 1908, og blev senere hovedsagelig brugt for atletik og greyhound-løb. Stadionet blev revet ned i 1984.
Det er også flere roklubber i Hammersmith and Fulham, som tilsammen har ni olympiske guldmedaljer.
51°29′33″N 0°14′05″V / 51.4925°N 0.2347°V